# Cal Ganxo (Castelldefels)
Cal Ganxo és una obra del municipi de Castelldefels (Baix Llobregat) inclosa en l'Inventari del Patrimoni Arquitectònic de Catalunya.

## Descripció
Masia gairebé totalment refeta, que tenia els murs de tàpia i paredat antic. La coberta era d'embigat de fusta. Està orientada a llevant i consta de planta baixa i un pis, més un cos auxiliar que es feia servir de corral.

## Història
Originàriament (segle xviii) va ser una masia ramadera amb la típica estructura de planta baixa, un pis i un corral adossat.
Entre els anys 1950 i 1965 consta que encara era habitada. Va ser reconstruïda gairebé totalment a finals del 1966 i habilitada com escola-taller.